# 帕亞斯卡省

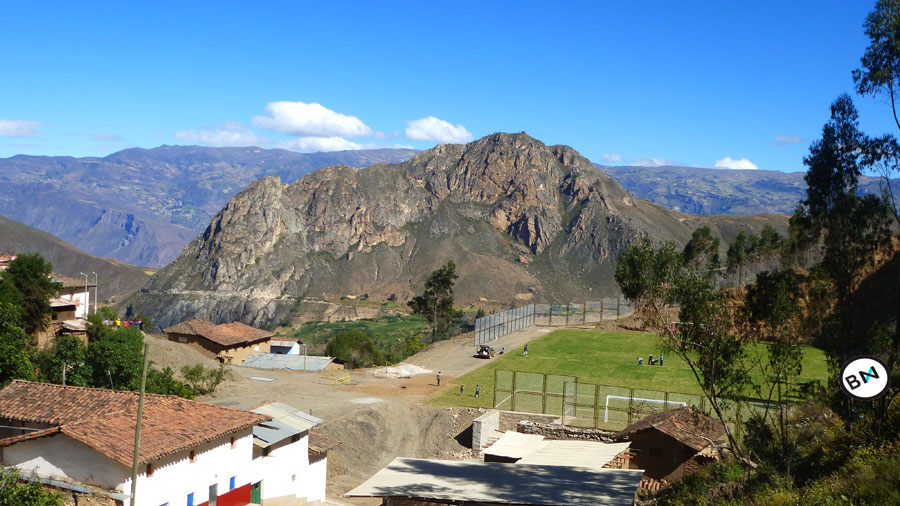

帕亞斯卡省（西班牙語：Provincia de Pallasca），是秘魯的省份，位於該國北部安卡什大區，首府是卡瓦納，面積2,101平方公里，始建於1861年2月21日，2005年人口28,580，人口密度每平方公里13.6人。
8°24′00″S 78°01′59″W / 8.40000°S 78.03306°W